# Organizados para Gobernar
Organizados para Gobernar (OPG) es un partido político venezolano de centro-izquierda que fue refundado a inicios de 2008. Utiliza el lema Gente Nueva. Actualmente su secretario general es José Gregorio Hernández y su presidente el Dr. Evelio Quintero.
El partido fue fundado en 2000 pero registrado de manera formal ante en Consejo Nacional Electoral (CNE) en febrero de 2003 por Evelio Quintero bajo el nombre de Movimiento de Concentración Gente Nueva (MCGN), la organización buscaba conformarse como un partido, que se diferenciase de los partidos oficialistas venezolanos pro chavistas encabezados por el Movimiento V República (MVR) y de la oposición que estaba insertada dentro de la Coordinadora Democrática, una coalición opositora que existió hasta 2004.
En su primera participación electoral, presentan candidatos propios para las elecciones regionales de 2004, pero también otorgaron su apoyo a candidatos oficialistas y opositores. Un año después en las elecciones parlamentarias de 2005 nuevamente postularon candidatos propios y apoyaron igualmente a candidatos oficialistas y opositores, sólo que no formaron parte de la coalición del partido de gobierno MVR y sus aliados para entonces Podemos y Patria Para Todos (PPT), pero sí con partidos oficialistas independientes como Tupamaro, Independientes por la Comunidad Nacional (IPCN) y Movimiento Cívico Militante (MCM), entre otros. En ninguno de esos dos procesos lograron obtener cargos.
En 2013 el partido es refundado por el Dr. Evelio Quintero, Juan Castro Diaz, José Gregorio Hernández, Monica Candell, Carlos Freitas y Arsenio Motta, entre las medidas de reestructuración se deciden cambiar el nombre de MCGN a Organizados para Gobernar (OPG) pero conservando los colores, el logotipo y las palabras "Gente Nueva".